# Perikaryon

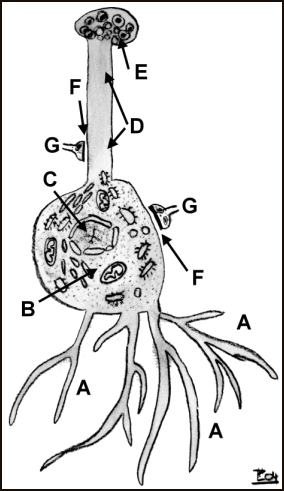
Schema einer Nervenzelle. B zeigt auf das Perikaryon,
C zeigt in den Zellkern.

Perikaryon (von altgriechisch περί peri ‚herum‘ und κάρυον karyon ‚Kern‘; Plural:  Perikarya oder Perikaryen) heißt neuroanatomisch der den Zellkern einer Nervenzelle umgebende Bereich ihres Zellkörpers (auch Soma genannt).
Der Begriff dient vor allem der Abgrenzung gegenüber den Zellfortsätzen eines Neurons, Neurit oder Axon und Dendriten. Gestalt und Größe der Perikaryen differieren beträchtlich – wesentlich abhängig von Anzahl und Ausdehnung der Zellausläufer – mit Durchmessern von etwa 5–100 µm, bei Wirbellosen auch bis zu 1 mm.
Das Perikaryon umgibt als zytoplasmatischer Anteil den Kern der Nervenzelle und ist kugelig, spindel- oder pyramidenförmig. Das Cytoplasma (Neuroplasma) enthält den größten Teil der für Stoffwechselvorgänge und Regeneration unerlässlichen Organellen und Zellbestandteile: Mitochondrien für die Energiegewinnung, Endoplasmatisches Retikulum für die Proteinsynthese, den Golgi-Apparat, Lysosomen sowie Neurotubuli (Mikrotubuli) und Neurofibrillen. Das Perikaryon ist somit das „Stoffwechselzentrum“ eines Neurons.
Aus dem Zellkörper gehen Fortsätze hervor: der Neurit und eventuell mehrere Dendriten. Der Neurit, im Verlauf als Axon umhüllt von Gliazellen, entspringt am sogenannten Axonhügel des Perikaryons, wo bei überschwelliger Erregung der Zelle ein Aktionspotential initiiert wird. Erregungen von anderen Nervenzellen können über Synapsen – dendritische an den peripheren Zellfortsätzen und somatische am zentralen Zellkörper – auf den Nervenzellkörper übertragen werden und die Entstehung von Aktionspotentialen fördern oder aber hemmen.
Lokale Anhäufungen von Perikaryen innerhalb des zentralen Nervensystems (ZNS) werden neuroanatomisch als Kerngebiet oder Kern (Nucleus) der Grauen Substanz bezeichnet. In der sogenannten Weißen Substanz verlaufen dagegen überwiegend die langen Fortsätze von Nervenzellen; deren gebündelte Leitungen werden im ZNS auch als Bahn (Tractus) und im PNS als Nerv (Nervus) bezeichnet.
Mit dem Ausdruck „Kerngebiet“ wird nicht der Zellkern oder Nukleus einer einzelnen Nervenzelle bezeichnet, in dessen Karyoplasma dann ein Kernkörperchen oder Nucleolus liegt. Zellkern samt Perikaryon werden zellbiologisch auch als Soma bezeichnet, womit hier dann oft nur der fortsatzlose Rumpf des Zellkörpers gemeint ist. Dieser Begriff wird bei neurophysiologischen Betrachtungen bevorzugt, wenn für ein Neuron nicht anatomische Lagebeziehungen anzugeben sind.